# Fabryka Mebli Bodzio
Fabryka Mebli Bodzio – polskie przedsiębiorstwo zajmujące się produkcją mebli z siedzibą w Goszczu, założone zostało w 1985 roku przez Bogdana Szewczyka.
Forma prawna przedsiębiorstwa to spółka jawna, której udziałowcami są: założyciel – Bogdan Szewczyk wraz z żoną i dziećmi.
Powierzchnia użytkowa przedsiębiorstwa to 130 000 metrów kwadratowych, liczba zatrudnionych pracowników przekracza 2200 osób.
Wartość marki Bodzio została oszacowana w Rankingu Najcenniejszych Polskich Marek 2014 (Dziennik Rzeczpospolita) na 63,5 mln zł.

## Działalność
Sprzedaż Fabryki Mebli Bodzio opiera się na własnej sieci sprzedaży detalicznej na terenie Polski i realizowana jest bezpośrednio z fabryki w Goszczu.

## Sklepy
Sieć Bodzio obejmuje 320 własnych salonów na terenie Polski. Każdy z salonów stanowi bezpośrednią własność przedsiębiorstwa.